# Dessonornis
Dessonornis is een vogelgeslacht in de familie Muscicapidae (vliegenvangers) die voorkomt ten zuiden van de Sahara.

## Taxonomie
Het geslacht Dessonornis werd in 1836 geïntroduceerd door de Britse ornitholoog Andrew Smith voor één soort, de witkeellawaaimaker. De naam Dessonornis is een spelfout: Smith corrigeerde het in 1840 naar Bessonornis. De naam combineert het Oudgriekse bēssa dat "glen" of "beboste vallei" betekent met ornis dat "vogel" betekent. De spellingcorrectie wordt niet erkend door de International Ornithologists' Union.
Deze soorten werden voorheen in Cossypha geplaatst. Uit fylogenetische studies blijkt dat ze nauwer verwant zijn aan Cichladusa en Xenocopsychus. In de revisie, teneinde monofyletische groepen te creëren, werd Dessonornis weer in gebruik genomen.

## Soorten
Het geslacht omvat de volgende soorten;
| Naam                                         | Auteur           | Verspreidingsgebied                                                                    | Ondersoorten |
| -------------------------------------------- | ---------------- | -------------------------------------------------------------------------------------- | ------------ |
| Witkeellawaaimaker (Dessonornis humeralis)   | Smith, 1836      | Botswana tot zuidelijk Mozambique, oostelijk Transvaal en noordelijk Natal             | 0            |
| Kaapse lawaaimaker (Dessonornis caffer)      | (Linnaeus, 1771) | Zuid-Afrika                                                                            | 4            |
| Archers janfrederik (Dessonornis archeri)    | (Sharpe, 1902)   | Oostelijk Congo-Kinshasa, zuidwestelijk Oeganda, westelijk Rwanda en westelijk Burundi | 2            |
| Bruinflankjanfrederik (Dessonornis anomalus) | (Shelley, 1893)  | Tanzania. Malawi, noordelijk Mozambique, noordoostelijk Zambia                         | 4            |